# Новоалексеевка (Ростовская область)
Новоалексе́евка — хутор в Тарасовском районе Ростовской области.
Входит в состав Курно-Липовского сельского поселения.

## Население
| 2010 |
| ---- |
| 150  |

## Улицы
- ул. Малиновая,
- ул. Новоалексеевская,
- ул. Садовая.